# Keith Burkinshaw
Harry Keith Burkinshaw (ur. 23 czerwca 1935 w Barnsley) – angielski piłkarz i trener. W 1984 roku prowadząc Tottenham Hotspur zdobył Puchar UEFA.

## Sukcesy

### Jako menadżer
Tottenham Hotspur
- Zdobywca Pucharu Anglii w sezonie 1980/1981
- Zdobywca Pucharu Anglii w sezonie 1981/1982
- Zdobywca Pucharu UEFA w sezonie 1983/1984

 Sporting CP
- Zdobywca Superpucharu Portugalii w sezonie 1987/1988